# ミニミニ社員
『ミニミニ社員』（ミニミニしゃいん）は、1970年（昭和45年）10月4日から1971年（昭和46年）1月24日までTBS系列局で放送されていた朝日放送製作のコメディ番組である。放送時間は毎週日曜 12:15 - 12:45 （日本標準時）。

## 概要
ミヤコ蝶々や中田ダイマル・ラケットたちが出演していた『スチャラカ社員』のリメイク版である。主演は正司敏江・玲児で、他にレツゴー三匹、若井ぼん・はやと、2代目桂春蝶など当時の松竹芸能系若手芸人たちが出演していた。彼らのまとめ役となったのは、敏江・玲児と同じ夫婦漫才師である京唄子・鳳啓助であった。
演出は、『スチャラカ社員』を担当していた澤田隆治が引き続き担当。澤田は当時どつき漫才で人気の敏江・玲児に入れ込んでいて、本番組以外にも当時月曜 - 金曜の夕方に放送の『敏江・玲児だ、みんな集まれ!』や土曜午後に放送の『敏江・玲児のあきれた学園』などを一手に担っていた。同局においては、一週間まるまる澤田演出、敏江・玲児主演のレギュラー番組が出揃うこととなった。
脚本は新野新が担当。新野と澤田の出会いは大阪万博の会場で、新野は澤田から敏江・玲児の魅力と可能性をプレゼンされ、半ば強引に起用されたという。当時は道頓堀の中座でも、澤田＝新野＝敏江・玲児トリオによる喜劇が毎年8月に行われていた。
番組制作は、『道頓堀アワー』以来強烈なパイプラインを持っていた松竹芸能と朝日放送の共同出資によるテレビ制作プロダクション・ビデオワークが担当した。
| TBS系列 日曜 12:15 - 12:45                     | TBS系列 日曜 12:15 - 12:45                     | TBS系列 日曜 12:15 - 12:45                              |
| 前番組                                         | 番組名                                         | 次番組                                                  |
| ---------------------------------------------- | ---------------------------------------------- | ------------------------------------------------------- |
| スター万国博評判記 （1970年3月22日 - 9月13日） | ミニミニ社員 （1970年10月4日 - 1971年1月24日） | 新婚さんいらっしゃい! （1971年1月31日 - 1975年3月30日） |